# 코로나19 범유행 중 마스크

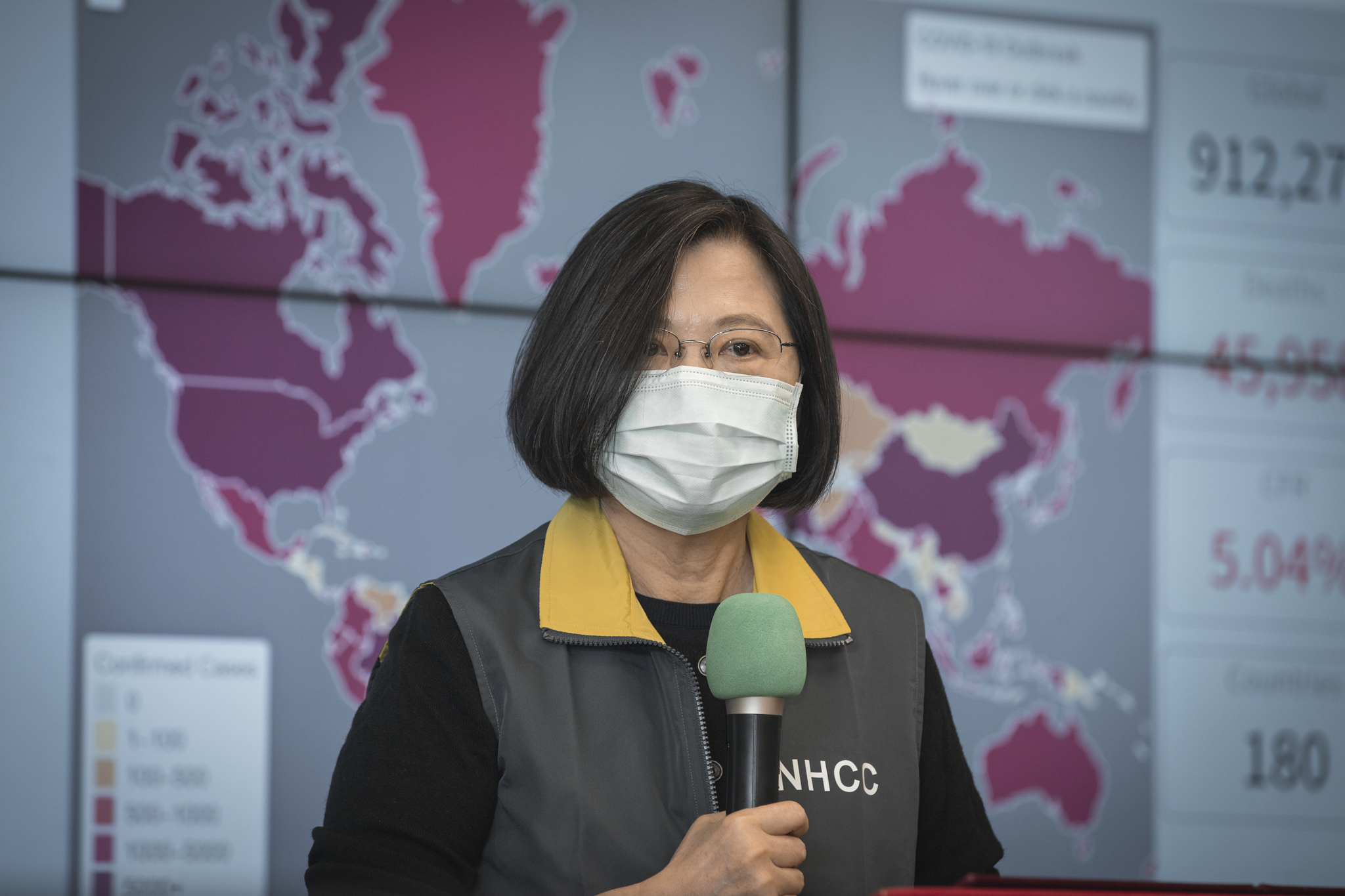
수술용 마스크를 착용한 중화민국의 총통 차이잉원

코로나19 범유행 동안 수술용 마스크 및 천마스크와 같은 안면 마스크는 SARS-CoV-2의 확산에 대한 공공 및 개인 건강 관리 조치로 사용되었다. 지역사회와 의료계 모두에서 마스크의 사용은 바이러스 전파를 제한하거나 감염 방지를 위한 개인 보호로 사용되고 있다. 안면 마스크의 사용은 전염 위험을 줄이기 위해 보건 전문가와 정치 당국에 의해 권장되었다. 전 세계 인구의 약 95%가 범유행 기간 동안 공공 장소에서 마스크 사용을 권장하거나 의무화하는 나라에 살고 있다.
2022년 9월 25일 현재, 대한민국은 전세계에서 마스크 의무착용 정책을 유지하고 있는 유일한 국가이다. 미국, 덴마크, 프랑스, 슬로베니아, 튀르키예, 헝가리, 네덜란드의 7개국은 실내외 관계 없이 마스크를 쓸 필요가 없다. 나머지 독일, 이탈리아 등 12개 국가는 일부 의료복지 시설이나 대중교통에서 마스크 착용을 권고하고 있다. 마스크 착용을 권고하는 시설은 국가마다 다르다.

## 같이 보기
- 코로나19 범유행에 대한 나라별 대응